# Беспалов, Александр Геннадьевич
Александр Геннадьевич Беспалов (род. 10 мая 1981 в Набережных Челнах) — российский профессиональный шоссейный велогонщик. Двукратный чемпион России, призёр андеровских чемпионатов мира и Европы в индивидуальной гонке на время.

## Биография
Родился в г. Набережные Челны в 1981 г. Первый велосипед отец подарил Александру ещё до школы. Но всерьез велоспортом он занялся в 13 лет в ДЮСШ «Яр Чаллы». Тренер — Гумар Нуруллин.
В 90-х годах было решено Александра Беспалова определить в уфимский велоцентр «Агидель», где наладили сотрудничество с итальянским клубом «Мiche». Там он смог тренироваться и в зимнее время.
В 2002 году Александр добился первого впечатляющего успеха, выиграв серебряную медаль мирового первенства в Бельгии. Затем были «бронза» чемпионата мира, а также «серебро» и «бронза» чемпионатов Европы.
В 2004 году Александр Беспалов стал чемпионом России в гонке с раздельным стартом на 40 км. Тогда На чемпионат России не приехали такие маститые «раздельщики», как Вячеслав Екимов, Евгений Петров, Денис Меньшов и Владимир Карпец, занятые подготовкой к многодневке «Тур де Франс».
Александр Беспалов:

На чемпионатах мира я занимал второе и третье места, на чемпионате Европы был серебряным призёром и на прошлогоднем чемпионате страны уступил первое место Владимиру Гусеву. Тому, что победа долгое время уходила от меня, были и объективные причины. Скажем, в 2002 году я пропустил много времени из-за перелома руки. А в нынешнем сезоне удалось обойтись без травм. Более того, к Самаре я специально готовился, прилетев из Европы почти за месяц до старта. Все это время тренировался у себя дома в Набережных Челнах.— http://m.sovsport.ru/gazeta/article-item/157831
Своей победой Беспалов сделал серьезную заявку на попадание в олимпийскую сборную России. Но Александра не включили в команду сборной. Он уже был в Вероне, обкатывал трассу, готовясь к чемпионату мира и рассчитывая на «золото». Главный тренер из Уфы его заменил другим гонщиком.

## Допинг
Последняя победа Александра Беспалова относится к 2007 году, но уже осенью 2007 года команда «Премьер», в которой выступал Александр Беспалов попалась на допинге в Бельгии. Именно Александра Беспалова тренер команды обвинил в употреблении допинга и привозе его в номер отеля, акцентировав внимание, что спортсмен не тренируется, но побеждает.

Наш «Премьер» — абсолютно чистая команда. Я не устаю повторять, чтобы никто не применял запрещенные препараты. Однако устраивать допросы и обыски — не мой стиль. Достаточно, что все дали соответствующую расписку: гарантирую, ничего запрещенного применять не буду, несу полную личную ответственность. Признаться, есть один гонщик, которого я — возможно, безосновательно — считаю мутным. Это Александр Беспалов. Он старше других ребят, 24 года, с нами не работает, просто гоняется под флагом, и на этот раз приехал на 10 дней позже остальных.— http://veloroad.spb.ru/forum/viewtopic.php?t=13894

## Тренерская деятельность
С 2014 года Александр Беспалов работает тренером по велоспорту-шоссе в ДЮСШ «Яр Чаллы». В 2016 году один из воспитанников Беспалова попал в завал на детской велогонке, получив тяжелую травму позвоночника. Александр Беспалов не остановился, чтобы оказать помощь, и финишировал, заняв призовое место. С февраля 2017 года возглавляет Федерацию Велосипедного Спорта Татарстана. Избрание Беспалова сопровождалось скандалом, так как большинство тренеров хотели видеть во главе федерации более активного человека

## Победы
2001
- Чемпионат Европы до 23 лет, индивидуальная гонка на время — 2-е место

2002
- Чемпионат Европы до 23 лет, индивидуальная гонка на время — 2-е место
- Чемпионат мира до 23 лет, индивидуальная гонка на время — 2-е место
- Кубок Мира

2003
- Чемпионат мира до 23 лет, индивидуальная гонка на время — 3-е место
- Чемпионат России, индивидуальная гонка на время — 2-е место

2004
- Чемпион России в индивидуальной гонке на время
- Чемпион мира среди военнослужащих в индивидуальной гонке на время

2005
- Чемпионат России, индивидуальная гонка на время — 2-е место

2006
- Чемпион России в индивидуальной гонке на время

2007
- Чемпионат России, индивидуальная гонка на время — 3-е место